# Ecuación en diferencia lineal
En matemáticas, se define una ecuación en diferencias lineal o relación de recurrencia lineal como una sucesión {\displaystyle \{a_{n}\}} definida en función de elementos anteriores de esa misma sucesión para todo n no negativo y sus términos únicamente pueden tener grado 0 y 1 para cumplir que sea lineal.
Se define una ecuación en diferencias lineal de grado k como:
{\displaystyle a_{n}=\alpha _{1}a_{n-1}+\alpha _{2}a_{n-2}+...+\alpha _{k}a_{n-k}+F(n)\ \ \forall \alpha _{i}\in \mathbb {R} \ \land \alpha _{k}\neq 0},
donde {\displaystyle F(n)} puede ser una constante, un polinomio o una función exponencial en función de n.
Si {\displaystyle F(n)=0\ \forall n\in \mathbb {N_{0}} }, es decir, que {\displaystyle F(n)} sea la constante 0 se tratará de una ecuación lineal en diferencias homogénea.
Sus aplicaciones están relacionadas principalmente con el tratamiento de sistemas dinámicos donde las relaciones de recurrencia puedan moldear de manera adecuada este tipo de sistema.

## Resolución
Debido a que el tratamiento de las relaciones de recurrencias puede ser costoso computacionalmente, es adecuado expresar las ecuaciones en diferencias lineales únicamente en función de n. Para ello existe un método sistemático para "resolverlas", tanto para las homogéneas y no homogéneas. Además, se deben tener k condiciones iniciales para poder dar una respuesta única a la ecuación. Las condiciones iniciales serían elementos {\displaystyle a_{i}} de la sucesión de los que ya conocemos su valor. En la mayoría de casos los calcularemos para lo valores más sencillos si no los conocemos, es decir, {\displaystyle i=0,1,..} .

### Ecuación en diferencias lineal homogénea
En primer lugar hay que obtener el polinomio característico de la relación de recurrencia, que tendría la siguiente forma:
{\displaystyle r^{k}-\alpha _{1}r^{k-1}-\alpha _{2}r^{k-2}-...-\alpha _{k}=0}
Al ser un polinomio de grado k por el teorema fundamental del álgebra tendrá k raíces complejas. En este artículo solo se tratará siendo todas las raíces reales. Además, tendríamos dos casos dependiendo de si hay multiplicidad de raíces, es decir, que la cualquier raíz se repita dos o más veces.

#### Raíces únicas
Obtenemos el conjunto de soluciones {\displaystyle \{r_{1},r_{2},...,r_{k}\}} y podemos expresar {\displaystyle a_{n}} de la siguiente manera:
{\displaystyle a_{n}=\delta _{1}{r_{1}}^{n}+\delta _{2}{r_{2}}^{n}+...+\delta _{k}{r_{k}}^{n}} donde {\displaystyle \delta _{i}} son contantes desconocidas cuyo valor hallaremos usando las condiciones iniciales.
Las condiciones iniciales serían: {\displaystyle \{a_{\gamma _{1}}=\beta _{1},a_{\gamma _{2}}=\beta _{2},...,a_{\gamma _{k}}=\beta _{k}\}\ \ \gamma _{i}\in \mathbb {N_{0}} ,\beta _{i}\in \mathbb {R} }
Planteamos un sistema de ecuaciones lineal con las condiciones iniciales:
{\displaystyle {\begin{cases}\beta _{1}=\delta _{1}{r_{1}}^{\gamma _{1}}+\delta _{2}{r_{2}}^{\gamma _{1}}+...+\delta _{k}{r_{k}}^{\gamma _{1}}\\\beta _{2}=\delta _{1}{r_{1}}^{\gamma _{2}}+\delta _{2}{r_{2}}^{\gamma _{2}}+...+\delta _{k}{r_{k}}^{\gamma _{2}}\\\ \ \ \ ....\\\ \ \ \ ....\\\beta _{k}=\delta _{1}{r_{1}}^{\gamma _{k}}+\delta _{2}{r_{2}}^{\gamma _{k}}+...+\delta _{k}{r_{k}}^{\gamma _{k}}\end{cases}}}
Una vez ya obtenidas las soluciones las sustituimos por las constantes y obtenemos el resultado final.

##### Ejemplo
Usaremos este procedimiento para resolver la sucesión Fibonacci:
La sucesión Fibonacci se define cómo {\displaystyle a_{n}=a_{n-1}+a_{n-2}} y sus condiciones iniciales son {\displaystyle \{a_{0}=0,a_{1}=1\}}.
Obtenemos el polinomio característico:
{\displaystyle r^{2}-r-1=0}
Las soluciones son {\displaystyle \{\phi ,1-\phi \}} donde {\displaystyle \phi } es la razón áurea. Y nos queda:
{\displaystyle a_{n}=\delta _{1}\phi ^{n}+\delta _{2}(1-\phi )^{n}}
Resolvemos y el resultado es:
{\displaystyle \delta _{1}=1/{\sqrt {5}}} {\displaystyle \delta _{2}=-1/{\sqrt {5}}}
{\displaystyle a_{n}={\frac {\phi ^{n}-(1-\phi )^{n}}{\sqrt {5}}}}

#### Raíces múltiples
En el caso de que el polinomio característico tenga raíces múltiples no se puede formalizar la ecuación de la misma manera, la formalización necesaria sería:
Sean {\displaystyle \{r_{1},r_{2},..,r_{t}\}} las raíces del polinomio característico y con multiplicidades {\displaystyle \{m_{1},m_{2},..,m_{t}\}/m_{1}+m_{2}+...+m_{t}=k}.
Tenemos:
{\displaystyle a_{n}=(\alpha _{1,1}+\alpha _{1,2}n+...+\alpha _{1,m_{1}}n^{m_{1}-1})r_{1}^{n}+(\alpha _{2,1}+\alpha _{2,2}n+...+\alpha _{2,m_{2}}n^{m_{2}-1})r_{2}^{n}+...+(\alpha _{t,1}+\alpha _{t,2}n+...+\alpha _{t,m_{t}}n^{m_{t}-1})r_{t}^{n}}
para {\displaystyle \forall n\in \mathbb {N_{0}} }, {\displaystyle \forall \alpha _{i,j}\in \mathbb {R} ,1\leq i\leq t,1\leq j\leq m_{i}}
De la misma manera plantearemos un sistema de ecuaciones lineales para resolverlo usando las condiciones iniciales de la ecuación en diferencias lineal.

##### Ejemplo
Tenemos la recurrencia {\displaystyle a_{n}=4a_{n-1}-4a_{n-2}} y condiciones iniciales {\displaystyle \{a_{0}=8,a_{1}=20\}}.
El polinomio característico sería:
{\displaystyle r^{2}-4r+4=0}
Resolvemos y obtenemos 2 con multiplicidad de 2. Entonces, la solución sería de la forma:
{\displaystyle a_{n}=(\alpha _{1}+\alpha _{2}n)2^{n}}
Resolvemos el sistema de ecuaciones lineales:
{\displaystyle {\begin{cases}8=\alpha _{1}\\20=2(\alpha _{1}+\alpha _{2})\end{cases}}}
Las soluciones de ese sistema de ecuaciones son {\displaystyle \{\alpha _{1}=8,\alpha _{2}=2\}} y  la solución a la recurrencia es {\displaystyle a_{n}=(8+2n)2^{n}}.

### Ecuación en diferencias lineal no homogénea
Cuando {\displaystyle F(n)} es una constante distinta de 0, {\displaystyle a_{n}} se formula como {\displaystyle a_{n}^{(p)}+a_{n}^{(h)}} donde {\displaystyle a_{n}^{(p)}} es una solución de la relación de recurrencia lineal original y  {\displaystyle a_{n}^{(h)}}una solución a la relación de recurrencia original sin el término {\displaystyle F(n)}. No existe un esquema general para obtener una solución de {\displaystyle a_{n}^{(p)}}, pero en el caso de que {\displaystyle F(n)} sea un polinomio de grado k puede ser expresado por {\displaystyle \sum _{i=0}^{k}\beta _{i}n^{i}} donde {\displaystyle \beta _{i}} son constantes a determinar y en el caso de ser una función exponencial {\displaystyle \beta ^{n}}como {\displaystyle \delta \beta ^{n}} donde {\displaystyle \delta } es también una constante a determinar. Una vez resuelto {\displaystyle a_{n}^{(p)}} se resuelve {\displaystyle a_{n}^{(h)}}  con su polinomio característico y se suman, después procedemos a determinar las constantes de {\displaystyle a_{n}^{(h)}} para terminar de resolverlo usando las condiciones iniciales y obtendríamos el resultado final.

#### Ejemplo
Tenemos la recurrencia {\displaystyle a_{n}=5a_{n-1}+5n} y condición inicial {\displaystyle \{a_{1}=4\}}.
Resolvemos {\displaystyle a_{n}^{(h)}} = {\displaystyle 5a_{n-1}^{(h)}} y nos queda {\displaystyle a_{n}^{(h)}} = {\displaystyle \alpha 5^{n}} donde {\displaystyle \alpha } es una constante a determinar.
Para  {\displaystyle a_{n}^{(p)}} al ser {\displaystyle F(n)} un polinomio de grado 1 la solución sería {\displaystyle a_{n}^{(p)}=\gamma n+\delta } donde {\displaystyle \gamma } y {\displaystyle \delta } son constantes a determinar.
Sustituimos en {\displaystyle a_{n}}:
{\displaystyle \gamma n+\delta =5(\gamma (n-1)+\delta )+5n}
Resolvemos y nos queda  {\displaystyle \gamma =-5/4}  y  {\displaystyle \delta =-25/16} y por tanto {\displaystyle a_{n}} es:
{\displaystyle a_{n}=a_{n}^{(p)}+a_{n}^{(h)}=-{\frac {5}{4}}n-{\frac {25}{16}}+\alpha 5^{n}}
Solo nos queda determinar {\displaystyle \alpha } usando la condición inicial:
{\displaystyle 4=-{\frac {5}{4}}-{\frac {25}{16}}+5\alpha ,\alpha ={\frac {109}{80}}}
Y la solución sería:
{\displaystyle a_{n}=-{\frac {5}{4}}n-{\frac {25}{16}}+{\frac {109}{80}}5^{n}}